# 5612-es busz
Az 5612-es jelzésű autóbuszvonal helyközi autóbuszjárat Pécs és Komló között, melyet a Volánbusz Zrt. lát el.

## Közlekedése
A járat Pécs, Francia utcát és Komlót köti össze. Menetideje 35 perc. 
Pécs felé munkanapokon három járat, munkanapot megelőző munkaszüneti napokon egy járat szállítja az utasokat, Komló felé kettő járat munkanapokon, egy járat munkaszüneti napok kivételével naponta szállítja az utasokat. A járatok műszakváltásokhoz igazodva közlekednek.

## Megállóhelyei
| 0  | Pécs, Francia utca végállomás      | 9 | 20, 21, 121 |
| 1  | Pécs, Finn utca                    | 8 | 16, 20, 21, 121 |
| 2  | Pécs, Budai vám                    | 7 | 2, 2A, 4, 4Y, 12, 13, 13E, 14, 14Y, 15, 16, 25, 26, 60, 60Y, 102, 102Y, 104, 104A, 104E 1134, 1564, 1568, 1578, 1707, 1740, 1843 5605, 5606, 5608, 5610, 5611, 5620, 5621, 5622, 5623, 5624, 5625, 5626, 5627, 5628, 5630, 5631, 5634, 5635, 5636, 5637, 5638, 5639, 5856, 5857 |
| 3  | Pécs, Fehérhegy                    | 6 | 2, 2A, 4, 12, 60 5605, 5606, 5608, 5610, 5611, 5856, 5857 |
| 4  | Pécs, Hősök tere                   | 5 | 2A, 4, 12, 60 5605, 5606, 5610, 5611, 5856, 5857 |
| 5  | Mánfa, kaposvári útelágazás        | 4 | 1564, 1740 5605, 5606, 5608, 5611, 5612, 5856, 5857 |
| 6  | Mánfa, harangláb                   | 3 | 5610, 5611, 5856, 5857 |
| 7  | Komló, Határ tető                  | 2 | 5610, 5611, 5856, 5857 |
| 8  | Komló, Jó szerencsét utca 18.      | ∫ | 5, 9B, 11, 12, 13, 15, 17B, 18B 5610, 5611, 5856, 5857 |
| 9  | Komló, Petőfi tér                  | 1 | 5, 9B, 11, 12, 13, 15, 17B, 18B 5610, 5611, 5856, 5857 |
| 10 | Komló, Tröszt utca                 | ∫ | 5, 6, 7, 8, 9, 9B, 11, 12, 13, 15, 17, 17B, 18, 18B, 19 5610, 5611, 5741, 5742, 5744, 5746, 5748, 5857 |
| 11 | Komló, autóbusz-állomás végállomás | 0 | 1, 2, 3, 5, 6, 7, 7A, 8, 9, 9B, 10, 10A, 11, 12, 15, 17, 17B, 18, 18B, 19 1136, 1578, 1804 5610, 5611, 5620, 5622, 5700, 5701, 5702, 5707, 5710, 5711, 5712, 5716, 5721, 5722, 5726, 5727, 5728, 5729, 5736, 5741, 5742, 5744, 5746, 5748, 5757, 5758, 5856, 5857, 5931, 5932   |